# 제자리암
제자리암, 또는 상피내암(carcinoma in situ, CIS)은 비정상적인 세포 집단이다. 신생물의 한 형태이지만 제자리암이 암으로 분류되어야 하는지에 대한 의견에는 논쟁이 있다. 이 논쟁은 문제의 제자리암이 정확히 어디 있는지(자궁경부, 피부, 유방)에 따라 다르다. 일각에서는 암으로 분류하지 않지만 잠재적으로 암이 될 수 있다고 본다. 다른 사람들은 제자리암의 특정 유형을 비침습적 형태의 암으로 분류한다. 'Pre-cancer'라는 용어도 사용되었다.
이 비정상적인 세포는 정상적인 위치에서 자란다.('in situ', 라틴어로 '자기 자리에'라는 의미). 예를 들어, 보웬병이라고도 하는 피부의 제자리암(피부 편평상피세포암에 속함)은 표피에만 이형성 표피 세포가 축적되어 더 깊은 층인 진피로 침투하지 못한 것이다. 이러한 이유로 제자리암은 일반적으로 종양을 형성하지 않는다. 오히려 병변은 평평하거나(피부, 자궁경부 등) 장기의 기존 구조(유방, 폐 등)를 따른다. 예외적인 경우로는 잘록창자(대장용종), 방광(침습 전 유두암), 유방의 제자리암(유관 상피내암, 유소엽 상피내암) 등이 있다.
많은 형태의 제자리암은 암으로 진행될 가능성이 높으므로 제거가 권장될 수 있다. 그러나 제자리암의 진행은 매우 가변적인 것으로 알려져 있으며 모든 제자리암이 침습성 암이 되는 것은 아니다.
TNM 분류에서 제자리암은 TisN0M0(0기)로 보고된다.

## 용어
이 용어들은 모두 암으로 진행되는 단계를 나타내기 때문에 제자리암과 관련이 있다.
- 이형성은 생검에서 인식할 수 있는 가장 초기 형태의 전암성(pre-cancerous) 병변이다. 이형성은 저등급 또는 고등급일 수 있다. 고등급 이형성을 제자리암이라고도 한다.
- 일반적으로 단순히 암(cancer)이라고 부르는 침습성 암종(invasive carcinoma)은 주변 조직과 구조를 침범하여 퍼질 가능성이 있으며 치명적일 수 있다.

## 예시

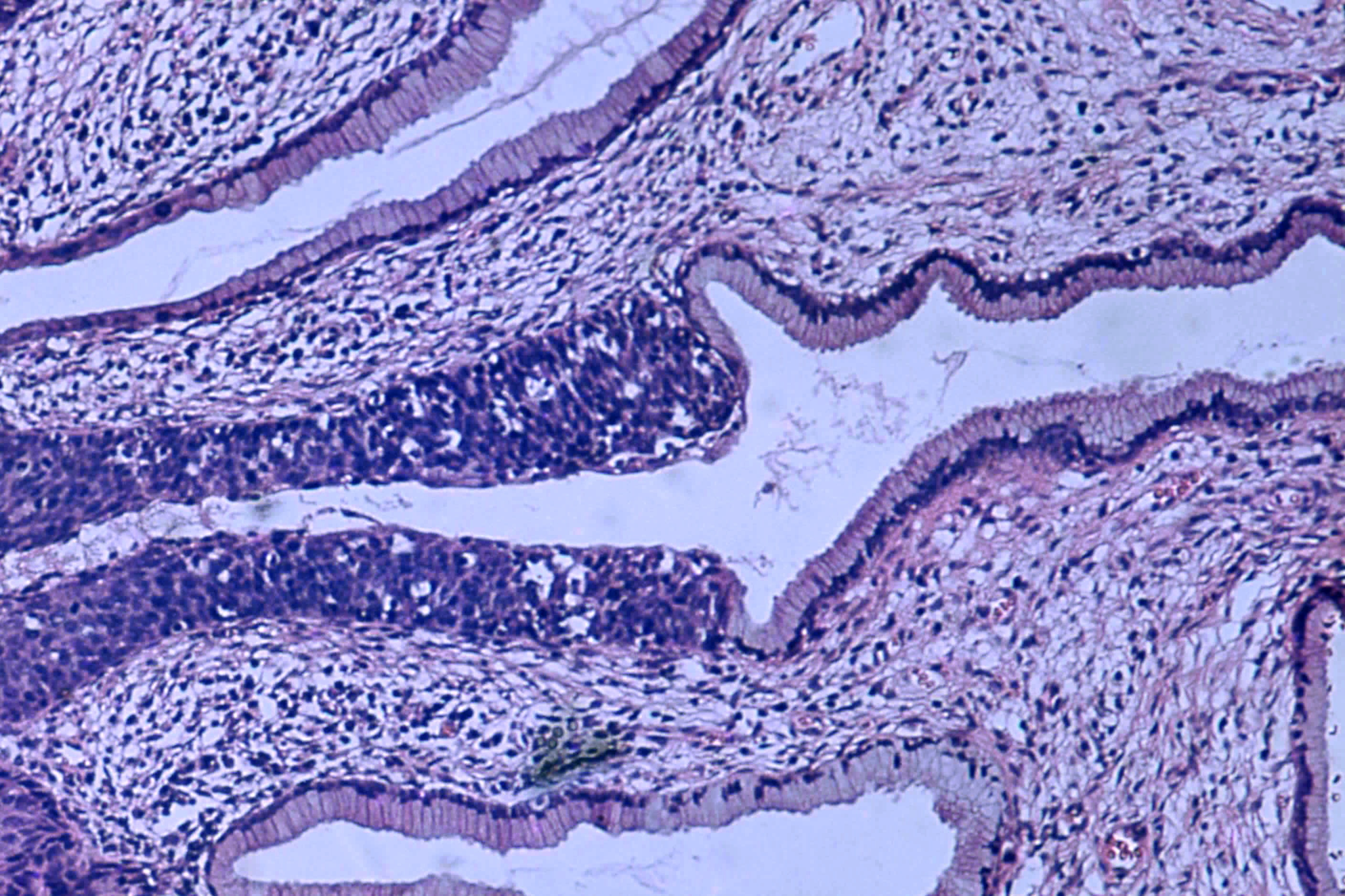
자궁경부의 고등급 이형성증(제자리암): 비정상적인 상피가 중앙의 왼쪽에 있는 점액샘으로 확장되고 있다. 이 질환은 자궁경부의 침습성 암(편평상피세포암)으로 진행될 수 있다.

- 자궁경부 상피내 종양(cervical squamous intraepithelial lesion, SIL)은 자궁경부암으로 진행될 수 있는 이형성의 일종이다. 제자리암이라는 용어는 고등급 SIL과 같은 의미로 사용될 수 있다.
- 유방의 유관 상피내암은 여성에서 가장 흔한 전암(pre-cancer)이다.
- 보웬병은 피부의 편평상피세포암이다.
- 결장 폴립은 종종 치료하지 않으면 거의 항상 결장암으로 변하는 제자리암 영역을 포함한다.
- 고등급 전립샘 상피내 종양은 전립샘의 제자리암과 동일하다.
- 폐의 세기관지 폐포 암종(BAC)은 드물게('폐렴 형태') 크게 팽창하여 폐를 가득 채우고 호흡을 방해하여 숙주에 다른 심각한 영향을 주기 때문에 직접적으로 사망할 수 있는 제자리암의 유일한 형태이다. 따라서 BAC의 폐렴 형태는 진정한 악성 개체이지만 고전적인 의미에서 '침습적'이지는 않다. 이러한 이유로 병리학자는 제자리암의 한 형태로 간주하지만 종양 전문의나 외과의는 그렇게 여기지 않으며 이러한 형태의 암을 제자리암의 유형에 포함시키는 것은 논란의 여지가 있다.

## 치료
제자리암은 그 정의상 암으로 진행되지 않는 한 전이 가능성이 없는 국소적인 현상이다. 따라서 생명을 위협하는 상태로 이어질 수도 있는 위험성은 제자리암을 제거하면 사라진다.
일부 형태의 제자리암(대장용종, 다용종 방광 종양 등)는 기존의 외과적 절제 없이 내시경을 사용하여 제거할 수 있다. 자궁경부의 이형성은 절제나 레이저로 태워 제거한다. 피부의 보웬병은 절제로 제거할 수 있다. 일부 다른 형태는 대수술이 필요하며 가장 잘 알려진 것은 유방의 관내 암종(방사선 요법으로도 치료 가능)이다.